# Atlètic Catalunya Club de Futbol
L'Atlètic Catalunya Club de Futbol fou un club de futbol català de la ciutat de Barcelona. El club disputava els seus partits al Camp de la Fabra i Coats, situat a la Rambla de Fabra i Puig del barri de Sant Andreu de Barcelona, on avui dia hi ha les instal·lacions del Club Natació Sant Andreu. Tenia unes dimensions de 93 x 54 metres i una capacitat de 4.700 espectadors, 800 asseguts i 3.900 dempeus.

## Història

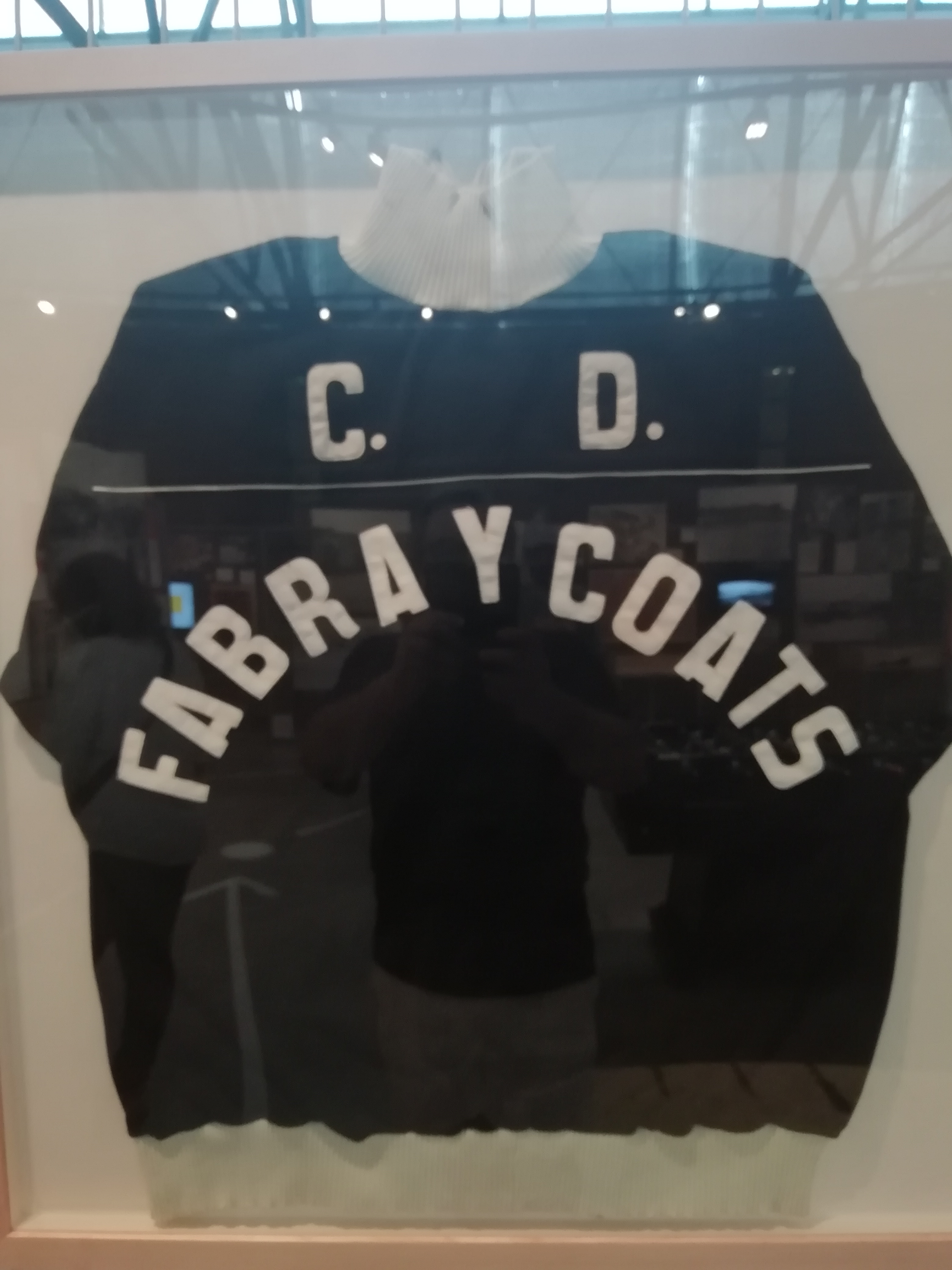
Dessuadora del CD Fabra i Coats.

L'any 1922 es creà un club anomenat CD Filatures al barri de Sant Andreu, com a club esportiu de l'empresa Companyia Anònima de Filatures Fabra i Coats. El club practicà el futbol, el tennis i el basquetbol en el terreny amateur. Durant les temporades 1927-1930 i 1940-1943, la secció de basquetbol visqué actuacions destacades. L'equip de futbol visqué els millors anys les temporades 1933-1935 i 1944-1947. El club lluïa samarreta a franges blanques i negres i pantaló negre.
L'any 1953 adoptà el nom de CD Fabra i Coats i inicià una època de creixement esportiu. El 1953-54 fou campió del Campionat Comarcal d'Aficionats. El 1954-55 fou campió de Segona Categoria Regional i el 1955-56 campió de Primera Categoria Regional, disputant la fase d'ascens a Tercera Divisió, categoria que assolí. Des del 1956 jugà a Tercera Divisió, destacant la temporada 1959-1960, en què disputà la lliga d'ascens a Segona Divisió. També destacà les temporades 1960-61 i 1961-62 en les quals es classificà 5è i 4t respectivament, i la 1962-63 en què tornà a disputar la fase d'ascens a segona.
El 1965 nasqué l'Atlètic Catalunya Club de Futbol, després d'estrènyer llaços amb el FC Barcelona. L'equip canvià l'uniforme per un de blau-grana, amb les franges més estretes que les del Barça i pantaló blau.

## Temporades
CD Fabra i Coats
- 1956-1957: 3a Divisió 7è
- 1957-1958: 3a Divisió 6è
- 1958-1959: 3a Divisió 15è
- 1959-1960: 3a Divisió 2n, disputà la promoció d'ascens
- 1960-1961: 3a Divisió 5è
- 1961-1962: 3a Divisió 4t
- 1962-1963: 3a Divisió 1r, disputà la promoció d'ascens
- 1963-1964: 3a Divisió 16è
- 1964-1965: 3a Divisió 17è

Atlètic Catalunya
- 1965-1966: 3a Divisió 16è
- 1966-1967: 3a Divisió 11è
- 1967-1968: 3a Divisió 12è
- 1968-1969: 3a Divisió 13è
- 1969-1970: 3a Divisió 12è

## Evolució de l'uniforme
| CD Filatures | CD Fabra i Coats | Atlètic Catalunya |